# Campionato mondiale femminile under 23 di pallavolo 2013
Il campionato mondiale femminile under 23 di pallavolo 2013 si è svolto dal 5 al 12 ottobre 2013 a Tijuana e Mexicali, in Messico. Al torneo hanno partecipato 12 squadre nazionali Under 23 e la vittoria finale è andata per la prima volta alla Cina.

## Impianti
|                                                                                    |                                                                         |
|                                                                                    |                                                                         |
| Sports Center of Baja California Città: Tijuana Capienza: 4.000 Anno d'apertura: - | Auditorio del Estado Città: Mexicali Capienza: 5.000 Anno d'apertura: - |

## Regolamento
Le dodici squadre partecipanti sono state divise in due gruppi: al termine della prima fase, le prime due squadre classificate di ogni girone, hanno acceduto alle semifinali per il primo posto, mentre la terza e la quarta classificata di ogni girone hanno acceduto ale semifinali per il quinto posto.

## Gironi
| Girone A                                                  | Girone B                                     |
| --------------------------------------------------------- | -------------------------------------------- |
| Argentina Giappone Italia Messico Rep. Dominicana Turchia | Brasile Cina Cuba Germania Kenya Stati Uniti |

## Fase finale - Tijuana

### Finale 1º e 3º posto
|  | Semifinali      | Semifinali      | Semifinali |      |                 | Finale 1º/2º posto | Finale 1º/2º posto | Finale 1º/2º posto |  |
|  |                 |                 |            |      |                 |                    |                    |                    |  |
|  | Rep. Dominicana | Rep. Dominicana | 3          |      |                 |                    |                    |                    |  |
|  | Rep. Dominicana | Rep. Dominicana | 3          |      |                 |                    |                    |                    |  |
|  | Stati Uniti     | Stati Uniti     | 0          |      |                 |                    |                    |                    |  |
|  | Stati Uniti     | Stati Uniti     | 0          |      | Rep. Dominicana | Rep. Dominicana    | 0                  |                    |  |
|  |                 |                 |            |      | Rep. Dominicana | Rep. Dominicana    | 0                  |                    |  |
|  |                 |                 | Cina       | Cina | 3               |                    |                    |                    |  |
|  | Cina            | Cina            | Cina       | Cina | 3               | 3                  |                    |                    |  |
|  | Cina            | Cina            |            |      |                 | 3                  |                    |                    |  |
|  | Giappone        | Giappone        | 0          |      |                 | Finale 3º/4º posto | Finale 3º/4º posto | Finale 3º/4º posto |  |
|  | Giappone        | Giappone        | 0          |      |                 |                    |                    |                    |  |
|  |                 |                 |            |      |                 |                    |                    |                    |  |
|  |                 |                 |            |      |                 | Stati Uniti        | Stati Uniti        | 1                  |  |
|  |                 |                 |            |      |                 | Stati Uniti        | Stati Uniti        | 1                  |  |
|  |                 |                 |            |      |                 | Giappone           | Giappone           | 3                  |  |

### Finale 5º e 7º posto
|  | Semifinali | Semifinali | Semifinali |        |         | Finale 5º/6º posto | Finale 5º/6º posto | Finale 5º/6º posto |  |
|  |            |            |            |        |         |                    |                    |                    |  |
|  | Turchia    | Turchia    | 3          |        |         |                    |                    |                    |  |
|  | Turchia    | Turchia    | 3          |        |         |                    |                    |                    |  |
|  | Germania   | Germania   | 0          |        |         |                    |                    |                    |  |
|  | Germania   | Germania   | 0          |        | Turchia | Turchia            | 3                  |                    |  |
|  |            |            |            |        | Turchia | Turchia            | 3                  |                    |  |
|  |            |            | Italia     | Italia | 0       |                    |                    |                    |  |
|  | Brasile    | Brasile    | Italia     | Italia | 0       | 0                  |                    |                    |  |
|  | Brasile    | Brasile    |            |        |         | 0                  |                    |                    |  |
|  | Italia     | Italia     | 3          |        |         | Finale 7º/8º posto | Finale 7º/8º posto | Finale 7º/8º posto |  |
|  | Italia     | Italia     | 3          |        |         |                    |                    |                    |  |
|  |            |            |            |        |         |                    |                    |                    |  |
|  |            |            |            |        |         | Germania           | Germania           | 1                  |  |
|  |            |            |            |        |         | Germania           | Germania           | 1                  |  |
|  |            |            |            |        |         | Brasile            | Brasile            | 3                  |  |

## Podio

### Campione
Formazione: 1 Zhang Yichan, 2 Yang Jie, 3 Liu Yanhan, 5 Yang Zhou, 6 Zhang Xiaoya, 7 Qiao Ting, 9 Gu Xinwei, 10 Wang Qi, 11 Cheng Long, 12 Yao Di, 15 Wang Lin, 19 Shan Danna, CT: Xu Jiande

### Secondo posto
Formazione: 1 Jineiry Martínez, 3 Gaila González, 4 Marianne Fersola, 5 Brenda Castillo, 8 Cándida Arias, 11 Jeoselyna Rodríguez, 13 Erasma Moreno, 14 Camil Domínguez, 15 Celenia Toribio, 16 Yonkaira Peña, 19 Ana Binet, 20 Brayelin Martínez, CT: Marcos Kwiek

### Terzo posto
Formazione: 1 Kanami Tashiro, 4 Haruyo Shimamura, 5 Fumika Moriya, 7 Miku Torigoe, 9 Suzuka Hashimoto, 10 Yurie Nabeya, 12 Asuka Nomura, 13 Nozomi Ito, 15 Natsumi Fujita, 17 Miku Benoki, 18 Saori Takahashi, 19 Sarina Koga, CT: Shigekazu Okubo

## Classifica finale
| Classifica | Squadre         |
| ---------- | --------------- |
| Oro        | Cina            |
| Argento    | Rep. Dominicana |
| Bronzo     | Giappone        |
| 4          | Stati Uniti     |
| 5          | Turchia         |
| 6          | Italia          |
| 7          | Brasile         |
| 8          | Germania        |
| 9          | Cuba            |
| 10         | Argentina       |
| 11         | Messico         |
| 12         | Kenya           |